# Slettedalsagre Langhøj
Der kammerlose Slettedalsagre Langhøj liegt im Grønholt Hegn in Grønholt, bei Hillerød auf der dänischen Insel Seeland.
Das Südost-Nordwest orientierte rechteckige Hünenbett ist etwa 19 m lang, in der Mitte 7,0 und an den Enden 7,5 m breit, mit einer Einfassung aus insgesamt 31 teils großen Randsteinen (13 im Norden, 12 im Süden und je drei im Osten und Westen). Die 1938 restaurierte Megalithanlage der Trichterbecherkultur (TBK) hat keine erhaltene Kammer und keinen Erdhügel, gehört nicht zu den 45 dänischen Anlagen vom Typ Hünenbett ohne Kammer und ist keine Anlage vom Typ Konens Høj.
Etwa 170 m entfernt liegt der 8,5 m lange und 7,8 bis 8,5 m breite Langdysse von Slettedalsagre, mit 14 großen Randsteinen und einem der seltenen inneren Kreise aus kleineren Steinen, von 4,0 m Durchmesser. Nur die Hälfte der 10 Steine des Kreises ist erhalten. Die Kammer ist unterirdisch erhalten. Der Dolmen wurde 1938 restauriert.

## Anmerkung
1. ↑  Langdysse ist die in Dänemark gebräuchliche Bezeichnung für Dolmen, die in einem rechteckigen oder trapezoiden Hünenbett liegen, im Gegensatz dazu sind Runddolmen bzw. Runddysser jene Dolmen, die im Rundhügel liegen

Koordinaten: 55° 55′ 56,7″ N, 12° 23′ 31,4″ O